# Hazzuwan Halim
Hazzuwan Halim (* 2. Februar 1994 in Singapur), mit vollständigen Namen Muhammad Hazzuwan Bin Mohammad Halim, ist ein singapurischer Fußballspieler.

## Karriere

### Verein
Hazzuwan Halim stand von 2012 bis 2013 bei Tanjong Pagar United. Der Verein spielte in der ersten Liga, der S. League. Hier kam er dreimal in der ersten Liga zum Einsatz. Wo er 2014 gespielt hat, ist unbekannt. 2015 nahm ihn der Erstligist Balestier Khalsa unter Vertrag. 2015 stand er mit Khalsa im Endspiel um den Singapore League Cup. Das Finale verlor man mit 2:1 gegen Albirex Niigata (Singapur). Nach über 130 Erstligaspielen für Balestier wechselte er im Januar 2022 zum ebenfalls in der ersten Liga spielenden Geylang International. Nach einer Saison und 26 Erstligaspielen wechselte er zu Beginn der Saison 2023 zum Ligakonkurrenten Hougang United.

### Nationalmannschaft
Hazzuwan Halim spielte 2019 dreimal in der singapurischen Nationalmannschaft. Sein Nationalmannschaftsdebüt gab er am 6. Oktober 2019 in einem Freundschaftsspiel gegen Jordanien.

## Erfolge
Balestier Khalsa
- Singapore-League-Cup-Finalist: 2015

## Auszeichnungen
- S. League: Nachwuchsspieler des Jahres 2017